# Vlier-Noord
Vlier-Noord is een wijk in de Nederlandse gemeente Deurne.
De wijk Vlier-Noord was het vervolg op Vlier-Zuid en werd aangelegd tussen circa 1988 en circa 1995 op de voormalige Vloeiakker, een van de drie akkercomplexen van het dorp Deurne naast de Deurnese akker en de Heiakker. De wijk ligt ingeklemd tussen het park van het Groot Kasteel, de Helmondsingel, de Dunantweg en het terrein van het Elkerliek Ziekenhuis, vestiging Deurne.
De straten in de wijk werden vernoemd naar lokale historische bestuurders, zoals Otto de Visschere, Theodorus de Smeth en Ywan de Mol. Eén bestaande weg behield zijn historische naam, namelijk de Keizerstraat, een pad van hoge ouderdom over de Vloeiakker. Deze begon oorspronkelijk bij het huidige kruispunt Haageind-Europastraat, liep over de Dunantweg in de richting van het huidige overblijfsel van de Keizerstraat, en liep aan de overzijde van de huidige Helmondsingel met een bocht naar de Kerkeindseweg. Bij het goed Ter Vloet kwamen de Kerkeindseweg en de Keizerstraat bij elkaar. Aan de oprit van een boomkwekerij aan de noordzijde van de Helmondsingel is het verloop van de weg nog te herkennen.
In de wijk staan merendeels vrijstaande woningen en twee-onder-één-kapwoningen.
Dorpen: Deurne · Helenaveen · Liessel · Neerkant · Vlierden · Walsberg

Buurtschappen: Baarschot · Belgeren · Bleijs · Breemortel · Groote Bottel · Kleine Bottel · Groot Bruggen · Klein Bruggen · Derp · Donschot · Haageind · Halte · Hanenberg · Heieind · Heimolen · Heitrak · Kerkeind · Kranenmortel · Kulert · Leensel · Luttel Meijel · Merlenberg · Molenhof · Pannenschop · Ruth · Schans · Schelm · Sloot · Veldheuvel · Vloeieind · De Voorstad · Voorste Beerdonk · Voort · Vreekwijk

Noord-Brabant: Steden en dorpen      Nederland: Provincies · Gemeenten